# Saundersia
Saundersia é um género botânico pertencente à família das Orchidaceae.

## Distribuição
Saundersia é composto por apenas duas espécies muito interessantes e bem distintas entre si, aparentadas com Trichocentrum e com os Oncidium da seção Pulvinata, epífitas, de crescimento cespitoso descendente, naturais do sudeste brasileiro onde ocorrem em matas úmidas mas também nas matas secas, então próximas ao solo, sobre troncos das árvores em locais moderadamente sombreados.

## Descrição

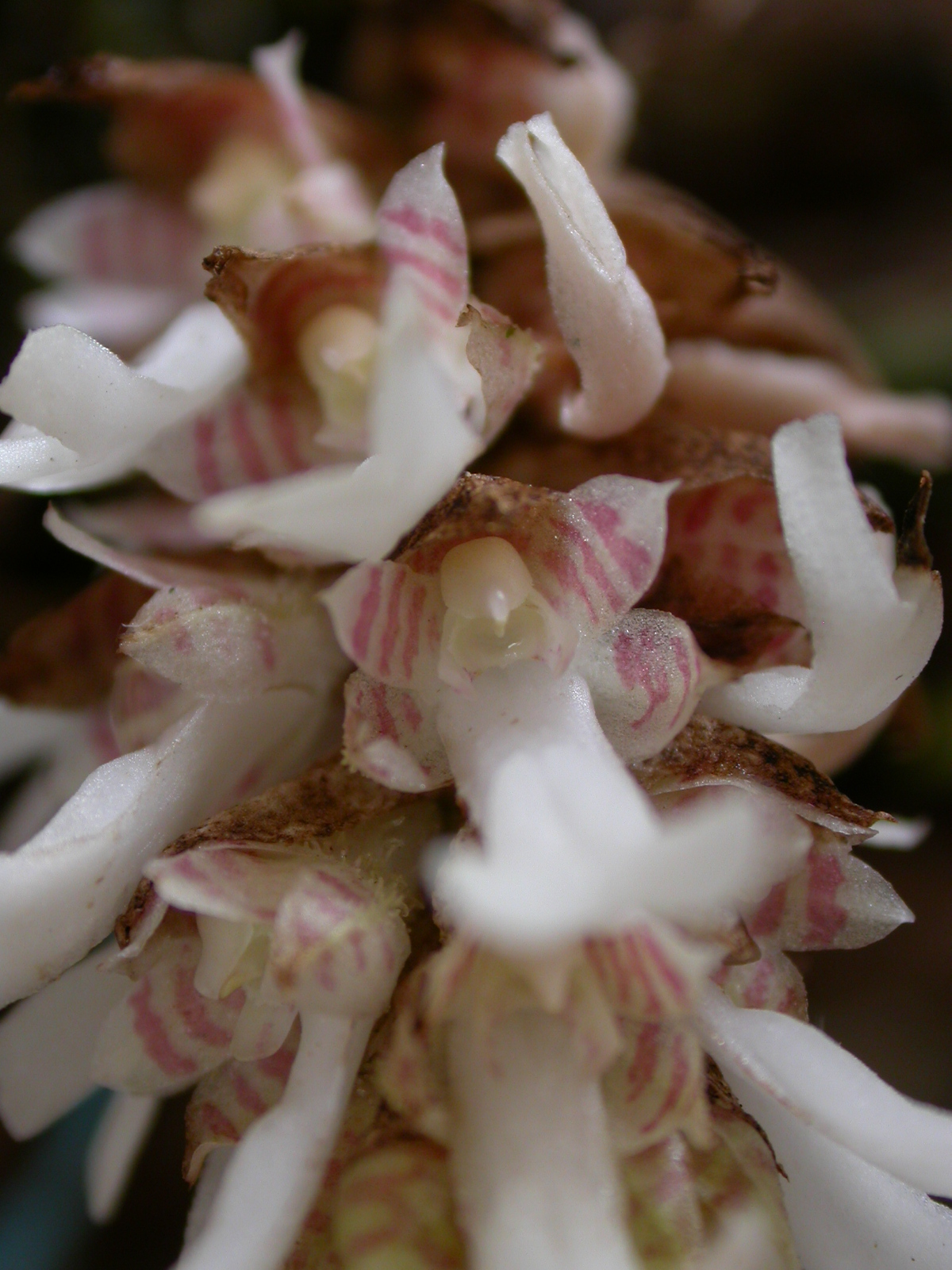
Saundersia mirabilis

Apresentam pseudobulbos roliços e curtos, monofoliados, mais ou menos com o mesmo diâmetro do pseudopecíolo foliar, no início recobertos por cerca de quatro Baínhas imbricantes não foliares muito justas, que chegam a cobrir parte do pecíolo. As folhas são carnosas, escuras, mais ou menos oblongas ou levemente lanceoladas, planas e algo pendentes ou horizontais. A inflorescência é pendente, racemosa com flores sempre externamente bastante tricomatosas, agrupadas na extremidade, ou paniculada então com flores mais espaçadas,  com brácteas membranáceas grandes ou menores.
As flores são pequenas, de sépalas e pétalas parecidas, algo cobertas pelas brácteas florais e pouco abertas, brancas ou amarelo-esverdeadas, com máculas rosadas ou castanhas. O labelo é branco, inteiro, muito longo, sendo a único segmento da flor bem visível e destacado, o disco mediano com extremidade bilobulada e dois calos ou espessamentos longitudinais no disco. Apresentam calcar intra-ovariano curto, revelado exteriormente por leve espessamento e maior transparência. A coluna é curta, com profunda e larga cavidade estigmática, ladeada por pequenas aurículas ou asas e antera terminal.

## Espécies
- Saundersia bicallosa Ruschi
- Saundersia mirabilis Rchb.f., Bot. Congr. Lond.: 120 (1866).
- Saundersia paniculata Brade, Arq. Serv. Florest. 1(2): 1 (1941).